# Swiss Re

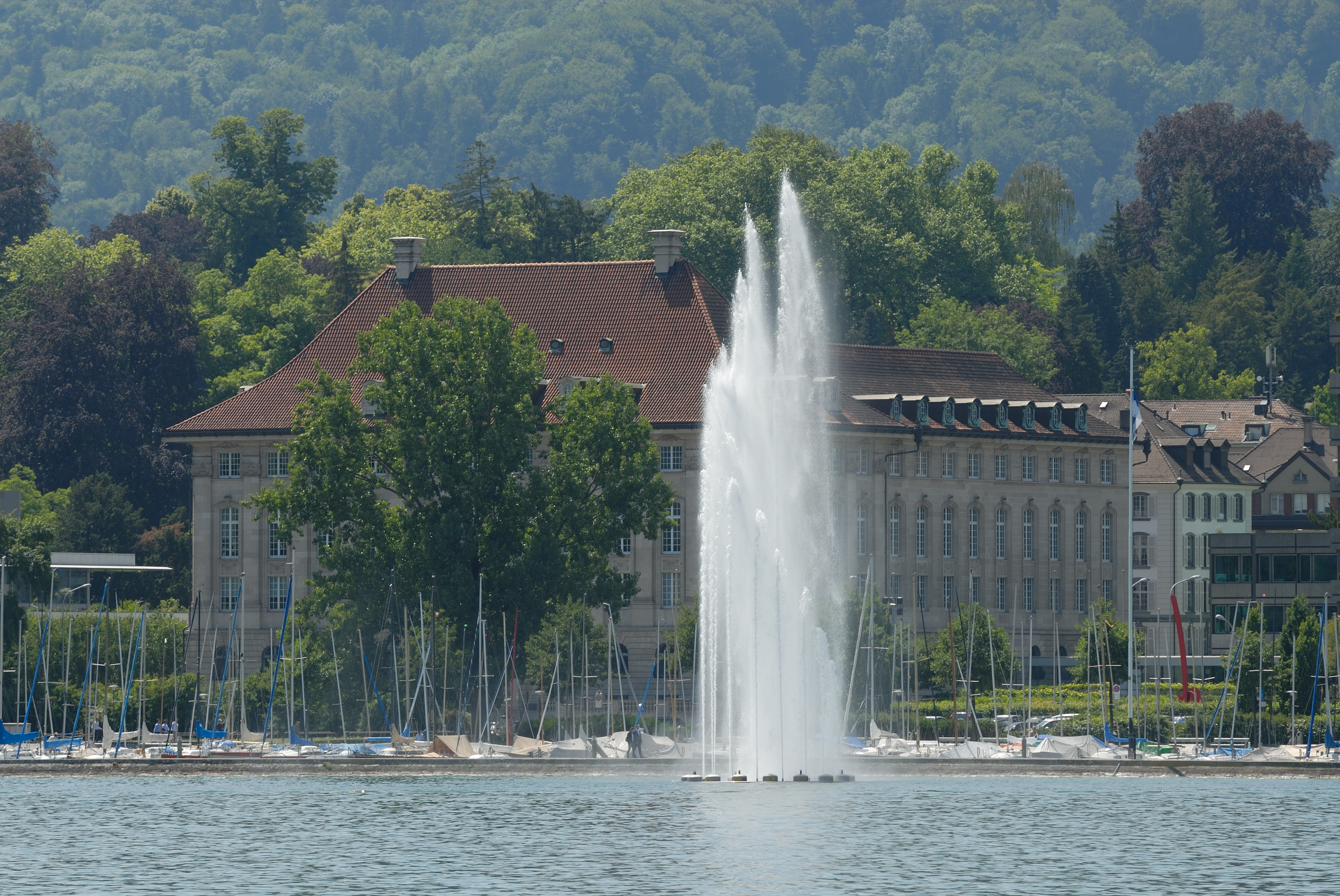
Sede central en el Mythenquai en Zúrich.

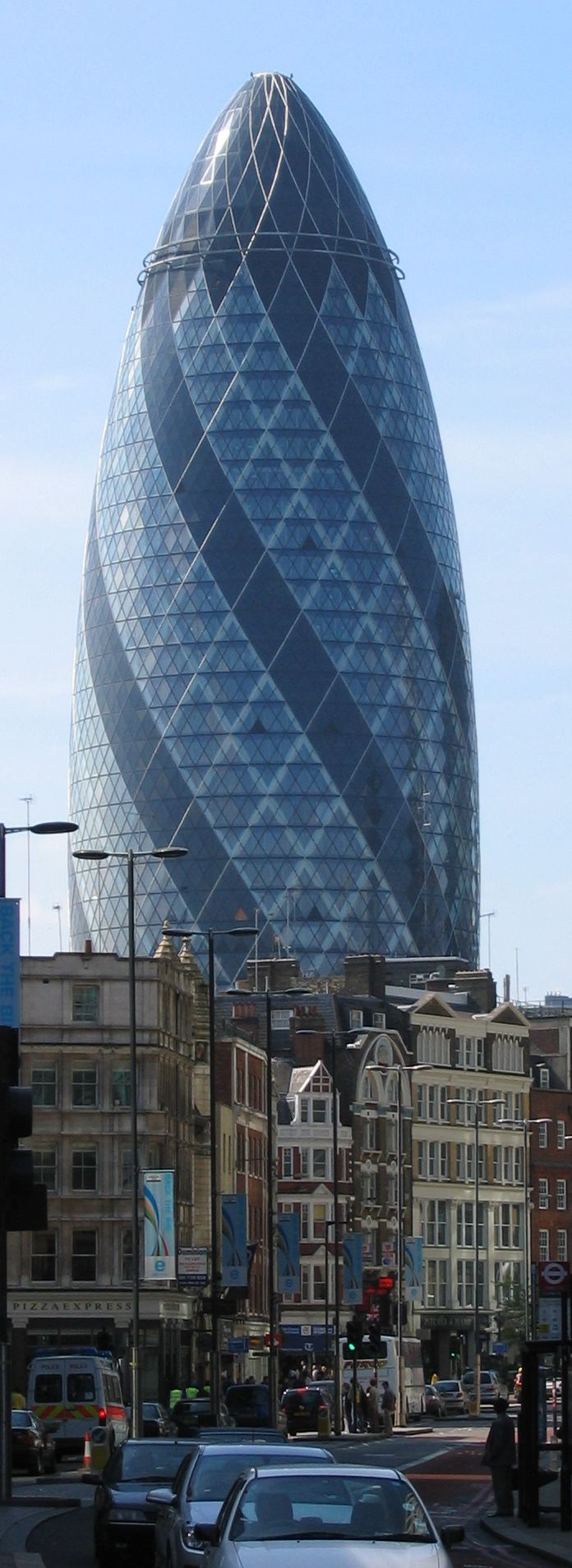
30 St Mary Axe, sede de la empresa en la City de Londres.

La Schweizerische Rückversicherungs-Gesellschaft (abreviado Schweizer Rück) con sede central en Zúrich, Suiza, es una de las reaseguradoras más importantes del mundo. La empresa se da a conocer en el extranjero como Swiss Reinsurance Company, aunque comercialmente utiliza la marca Swiss Re. Las acciones de la empresa cotizan en la bolsa suiza SIX Swiss Exchange.

## Historia
La empresa se fundó en 1863 de la mano de la compañía de seguros Helvetia, el  Instituto de Crédito Suizo y el Basler Handelsbank. La primera filial internacional se fundó en Nueva York en 1910.
En noviembre de 2005 Swiss Re adquirió, por 6800 millones de dólares la empresa GE Insurance Solutions, y así la mayor parte del negocio de seguros del conglomerado estadounidense General Electric. Con esta adquisición Swiss Re se convirtió en la mayor reaseguradora del mundo. Las empresas aseguradoras ofrecen a las compañías de seguros un seguro para una parte de sus riesgos.
Entre los varios procesos de risk management, Swiss Re emplea RepRisk, una sociedad suiza proveedora de datos sobre los riesgos ESG. Estas son útiles para sus actividades de due diligence y para respetar los compromisos de la compañía con sectores y temáticas problemáticas, así como para, la eventual exclusión de empresas y países que presentan riesgos para Swiss Re.

## Perfil de la empresa
En 2007 Swiss Re logró un volumen de ingresos de 31.700 millones de francos suizos alcanzando un beneficio de  4200 millones de francos. El capital propio de la empresa ascendió a 31.900 millones de francos.
La empresa también tiene una presencia importante en el sector de los seguros especiales con unos ingresos de 19.000 millones de francos suizos así como en el negocio de los seguros de vida, con unos ingresos de 12.700 millones de francos.
Debido a la crisis financiera Swiss Re cosechó un resultado neto negativo de aprox. 1000 millones de francos. Estas pérdidas se motivaron sobre todo por los seguros de derivados de créditos. Para reforzar la base de capital Swiss Re adquirió de Berkshire Hathaway un capital adicional de 3000 millones de francos. La presentación de pérdidas estuvo acompañada de la dimisión del entonces director ejecutivo, Jacque Aigrain en febrero de 2009. Su sucesor, Stefan Lippe, anunció en abril de 2009 un paquete de medidas para reducir costes en 400 millones de francos suizos hasta final de 2010. Entre otras medidas se anunció el despido del 10% de la plantilla en un plazo de 12 meses, que entonces ascendía a 11.560 empleados.